# Château d'Avrilly
Pour les articles homonymes, voir Avrilly.
Le château d'Avrilly est une ancienne maison forte du XVe siècle, remaniée au XVIIe, XVIIIe et XIXe siècles, qui se dresse sur le territoire de la commune française de Trévol, dans le département de l'Allier, en région Auvergne-Rhône-Alpes. L'édifice est classé au titre des monuments historiques.

## Localisation
Le château est situé au milieu d'un vaste parc paysager clos de murs de 100 hectares, le long de la RN 7, sur laquelle donne l'entrée d'honneur, flanquée de deux pavillons, à 1,7 km au nord-ouest de Trévol, dans le département de l'Allier.

## Historique
Le château représentatif de l'architecture bourbonnaise du XVe siècle est transformé au XIXe siècle. Le domaine comprend un ensemble très important de communs et un parc immense, partie à l'anglaise, partie à la française.
Il est souvent présenté comme le pavillon de chasse d'Anne de France. Il était en fait la résidence des trésoriers des ducs de Bourbon. C'est le duc de Bourbon qui accorda à son trésorier le droit « d'édifier un château, maison forte et basse-cour entourée de fossés.
Le dirigeable militaire La République construit en 1908 s'est écrasé le 25 septembre 1909 près de l'entrée du château. Les quatre membres de l'équipage sont morts dans l'accident. Un monument réalisé par Henri Bouchard commémore l'événement à Trévol.

## Description
La façade date du XVe siècle, fortifiée à chaque angle par une échauguette, au milieu par un donjon coiffé d'un comble assez élevé et garni de mâchicoulis à linteaux, reposant sur trois assises en quart de rond. Chacun des linteaux est orné de l'arc en accolade, caractéristique du XVe siècle.
La tour nord, également du XVe siècle, possède deux contreforts entre lesquels se logeait un pont-levis. Chaque contrefort est surmonté d'un clocheton et d'une niche destinée à recevoir une statue. Au-dessous, un écusson laisse deviner des vestiges d'armoiries. Le rez-de-chaussée de cette tour est voûté d'ogives. On accédait jadis aux étages supérieurs par un escalier à vis. La façade ouest, démolie au XIXe siècle, était semblable à celle de l'est et comportait une cour intérieure. Une reconstruction du XIXe siècle a doublé la surface du château qui compte de nos jours pas moins de soixante-quinze pièces.

## Protection
Le château est classé au titre des monuments historiques par arrêté du 26 avril 2021.